# The Ark (Doctor Who)
The Ark es el quinto serial de la tercera temporada de la serie británica de ciencia ficción Doctor Who emitido originalmente en cuatro episodios semanales del 5 al 26 de marzo de 1966. La historia está ambientada en torno al año diez millones después de Cristo, y constituye el primer viaje de Dodo Chaplet como acompañante del Doctor.

## Argumento
Casi diez millones de años en el futuro la TARDIS se materializa en una enorme estación espacial, que incluye un minizoo y bosque propios. El Primer Doctor y Steven Taylor aún están explicándole a su nueva acompañante Dodo Chaplet el funcionamiento de los viajes en el tiempo cuando ella empieza a mostra síntomas de resfriado. Conocen en la nave a dos razas, los Monoids, alienígenas idénticos con un solo ojo, y los humanos del futuro, y ambas especies viven en paz. La estación es un arca enviada al espacio con los últimos restos de la humanidad, la civilización y la flora y fauna de la tierra, que se dirige a un planeta similar a la Tierra llamado Refusis II, y el viaje tomará unos 700 años. Pero el resfriado de Dodo se ha contagiado a la población de la nave, y no tienen defensas naturales para la enfermedad, empezando a morir individuos de ambas razas y provocando que sean puestos a juicio al pensar que han infectado deliberadamente la nave. Deberán demostrar su inocencia y crear una cura para el resfriado. Al conseguirlo, regresan a la TARDIS.
Cuando se rematerializan, descubren que están en la misma nave, pero setecientos años más tarde. Ahora los Monoids tienen el control, tras haber dado en algún momento un golpe de Estado tras introducir una debilidad genética en los humanos y lanzado una segunda oleada del virus del resfriado que ellos trajeron. Los humanos que quedan ahora son esclavos de los Monoids, y están a punto de llegar a Refusis II, y los Monoids pretenden colonizar en solitario el planeta y abandonar a los humanos en la nave con una bomba a punto de estallar. Pero no todos los Monoids están de acuerdo y se produce una guerra civil.

### Continuidad
- En The Ark in Space, también evacuaron la Tierra antes de que una llamarada solar dejara la biosfera inhabitable durante cinco mil años. Allí, sin embargo, los supervivientes de la humanidad dormían en animación suspendida para volver a repoblar el planeta cuando ese plazo hubiera pasado.
- La Tierra aparece echando humo cuando se dirige hacia el sol al final del episodio dos. El Doctor estima que la fecha es diez millones d. C. En el episodio de 2005 El fin del mundo, la Tierra es destruida en torno al año cinco mil millones d. C. El guionista Paul Cornell opina que la Guerra del Tiempo mencionada en la nueva serie reescribió algunos eventos históricos, entre ellos la destrucción de la Tierra.[1]

## Producción
| Episodio          | Fecha de emisión    | Duración | Espectadores en millones | Estado en el archivo |
| ----------------- | ------------------- | -------- | ------------------------ | -------------------- |
| The Steel Sky     | 5 de marzo de 1966  | 24:00    | 5,5                      | Película de 16mm     |
| The Plague        | 12 de marzo de 1966 | 25:00    | 6,9                      | Película de 16mm     |
| The Return        | 19 de marzo de 1966 | 24:19    | 6,2                      | Película de 16mm     |
| The Bomb          | 26 de marzo de 1966 | 24:37    | 7,3                      | Película de 16mm     |
| [ 2 ] [ 3 ] [ 4 ] |                     |          |                          |                      |

- Aunque Lesley Scott es acreditada como coautora, no parece que haya hecho ningún verdadero trabajo en los guiones. Su entonces marido, Paul Erickson, pidió que le dieran un crédito, pero su nombre no aparece en ningún otro documento relacionado.[5] Una Lesley Scott aparece acreditada como contribuyente del Doctor Who Annual de World Distributors/World International,[6] pero no está claro si se trata de la misma persona.
- Los Monoids eran interpretados por actores que sujetaban una pelota de ping-pong con la boca representando el único ojo de los alienígenas. La parte superior de la cara de los actores la ocultaba una peluca.